# توماس بدجاين
توماس بدجاين (بالفرنسية: Thomas Bidegain)‏ (و. القرن 20  م) هو كاتب سيناريو، ومنتج أفلام، وممثل من فرنسا .

## روابط خارجية
- توماس بدجاين على موقع IMDb (الإنجليزية)
- توماس بدجاين على موقع قاعدة بيانات الأفلام العربية
- توماس بدجاين على موقع ألو سيني (الفرنسية)
- توماس بدجاين على موقع ميوزك برينز (الإنجليزية)
- توماس بدجاين على موقع أول موفي (الإنجليزية)
- توماس بدجاين على موقع قاعدة بيانات الأفلام السويدية (السويدية)
- توماس بدجاين على موقع قاعدة بيانات الفيلم (الإنجليزية)
- توماس بدجاين على موقع كينوبويسك (الروسية)